# Человек-сова
Человек-сова, также известный как корнуэлльский человек-сова или человек-сова из Мавнана, — существо-криптид, которое якобы наблюдалось в середине 1976 года в деревне Мавнан, Корнуолл. Человека-сову в криптозоологической литературе иногда сравнивают с американским криптидом человеком-мотыльком.

## Первое сообщение

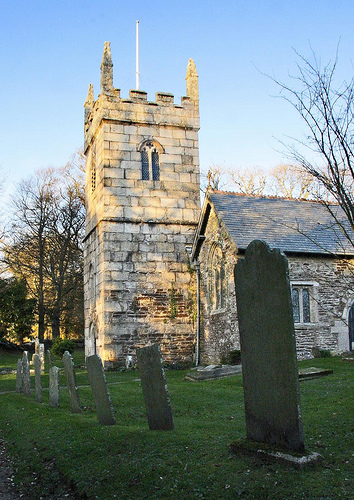
Башня церкви в Мавнане, где якобы наблюдали человека-сову.

Первое сообщение о человеке-сове появилось, когда к исследователю паранормальных явлений Тони Шилсу (Shiels), известному также как «Док», пришёл человек по имени Дон Меллинг, который посещал праздничное мероприятие в области Ланкастера. Меллинг заявил, что 17 апреля 1976 года две его дочери, 12-летняя Джун и 9-летняя Вики, шли через лес возле церкви Мавнана, когда якобы вдруг увидели большое крылатое существо, парящее над колокольней. Девочки, по словам отца, сразу же в ужасе побежали рассказывать ему об этом, и все они были настолько напуганы, что уехали на три дня раньше, чем собирались, не дожидаясь окончания празднества. Отец не позволил Шилсу опросить дочерей, однако передал ему рисунок существа, сделанный старшей из них.
В более позднем исследовании дела Джонатан Даунс утверждает, что Шилс впервые описал это событие «в письме», но не указывает, кому тот писал. История впоследствии была описана в брошюре Энтони Мавнана-Пеллера под заглавием Morgawr: The Monster of Falmouth Bay, которая была распространена по всему Корнуоллу в 1976 году.

## Второе сообщение
Два месяца спустя, 3 июля, 14-летняя Салли Чепмен вместе с подругой Барбарой Перри была в кемпинге в лесу рядом с церковью. По рассказу девочки, она, находясь вне своей палатки, услышала шипение и, обернувшись на звук, увидела, по ее словам, фигуру, похожую на сову, но размером с человека, с острыми ушами и красными глазами. Обе подружки сообщили, что существо якобы взлетело в воздух, показывая чёрные когти, похожие на клещи. Сообщения о наблюдениях этой фигуры продолжали поступать на следующий день (когда человек-сова был описан уже как «серебристо-серый»), а ещё два известия были получены два года спустя, в июне и августе 1978 года, и все — в непосредственной близости от мавнанской церкви.
До их предполагаемой встречи с криптидом девушки прочитали брошюру, в которой описывался внешний вид человека-совы со слов дочерей Меллинга. Они связались с Шилсом, который призвал их сделать свой рисунок, который он затем счёл достаточно похожим, чтобы поверить их истории, но при этом достаточно отличающимся, чтобы исключить сговор.

## Поздние сообщения
Так как в наблюдениях 1970-х годов участвовал «Док» Шилс — эксцентричный человек, известный склонностью к мистификациям, исследователь Джонатан Даунс допускает, что тот мог просто придумать человека-сову. Тем не менее Даунс поведал, что беседовал с молодым человеком, который якобы столкнулся с человеком-совой в 1989 году и при этом никогда не общался с Шилсом. Этот юноша (Даунс называл его «Гэвин») и его подруга утверждали, что видели существо «около пяти футов [более 1,5 м] ростом… ноги имели высокие лодыжки, а ступни были большие, чёрные, с двумя огромными „пальцами“ на видимой стороне. Существо было серо-коричневое и с горящими глазами».
В 1995 году женщина-турист из Чикаго написала в газету Western Morning News в Труро, утверждая, что видела «человека-птицу… с ужасным лицом, широким ртом, горящими глазами и острыми ушами», а также «когтистыми крыльями».

## Попытки объяснения
После появления сообщений о нём человек-сова стал предметом различных спекуляций. Например, в книге Alien Animals («Чужеродные животные» (1985)) британские исследователи паранормальных явлений Джанет и Колин Борд отметили, что церковь Мавнана построена в середине доисторических земляных работ. Они предположили, что церковь могла быть возведена на так называемой линии лей (прямая, проходящая через несколько древних памятников и связывающая их), и выдвинули гипотезу, что появление человека-совы может быть проявлением энергии земли в этом месте. Однако в книге Modern Mysteries of the World ("Современные тайны мира "(1989)) они отказались от этой точки зрения и заявили, что, по их мнению, люди наблюдали, вероятно, сбежавшую из вольера птицу, а не паранормальное явление. Они также допускали, что всё это могло быть мистификацией Шилса, который был «художником-сюрреалистом и писателем, шоуменом, мастером и архимистификатором».
Более простое объяснение представляется и наиболее вероятным: эпизоды с «человеком-совой» могли быть встречами с филином, который каким-то образом вырвался из вольера, где его содержали. Представители некоторых видов этого рода могут достигать более чем 60 сантиметров в длину, имея размах крыльев около 1,8 метра. Эта версия подтверждается докладом Карла Шукера о предполагаемых наблюдениях человека-совы в конце 1980-х. Очередной свидетель, якобы видевший монстра, описал его как существо высотой 4 фута (более 1,2 м), с двумя большими пальцами на передней части каждой ноги. Таинственное создание «нырнуло» вниз и вперёд, прежде чем наблюдатель успел его сфотографировать. Шукер утверждал, что это «вызывает в памяти образ очень большой совы». Структура ноги также согласуется с совиной, а у совообразных расположение пальцев, известных как зугодактили, включает рост двух пальцев вперёд и двух назад. Колонии филинов существуют в Норт-Йоркшире, и эти птицы, как сообщается, способны пересекать Ла-Манш.
Образ человека-совы имеет определённое отражение в культуре: он появляется в одной из серий телесериала Семейство Сатурдей, версии его происхождения высказываются в телепередаче канала Animal Planet Lost Tapes, также о нём идёт речь в романе Карен Мейтленд «Совы-убийцы».